# Bärenfelser Puppenspiele
Die Bärenfelser Puppenspiele waren ein Puppentheater aus dem Osterzgebirge.
Gegründet wurden die Bärenfelser Puppenspiele Anfang der 1950er Jahre durch Paul Hölzig (1911–1989), der durch ein DDR-Gastspiel des Moskauer Puppenspielers Sergej Obraszow dazu inspiriert worden war. Das Theater benannte sich nach dem sächsischen Ort Bärenfels, wo Hölzig lebte und im dortigen Gasthof Bärenfels auch eine feste Spielstätte hatte. 
Mit ihren Handpuppen- und Stabfigurenaufführungen (Puppenschnitzer war meist Hellmuth Lange) wurden die Bärenfelser Puppenspiele recht bald überregional bekannt und zu einem der bekanntesten DDR-Puppentheater. Bereits die erste Inszenierung unter dem Titel Der fröhliche Sünder wurde durch den DDR-Kulturfonds gefördert.
Aus den Bärenfelser Puppenspielen erwuchs das Staatliche Puppentheater in Dresden, jedoch ohne Mitarbeit Hölzigs, der sich – verärgert durch zeitliche Verzögerungen – von der Aufgabe der Leitung zurückgezogen hatte.
Er führte die Bärenfelser Puppenspiele noch einige Zeit weiter, bis er 1956 in die Bundesrepublik Deutschland übersiedelte, wo er in anderen Berufen arbeitete. Für die Bärenfelser Puppenspiele bedeutete die Trennung von ihrem künstlerischen Kopf unweigerlich das Aus.
Trotz ihrer nur kurzen Geschichte gehören die Bärenfelser Puppenspiele zu den legendären unter den historischen deutschen Puppenbühnen.
In den 1980er Jahren trat eine reisende Zelt-Puppenbühne (Direktion: Roland Dworschak) unter dem Namen „Bärenfelser Puppentheater“ auf und nutzte zu Werbezwecken auch die alten Graphiken von Paul Hölzig. Mit Hölzigs legendärem Theater hatte diese Bühne allerdings nichts zu tun.
Heute wird durch ein jährliches Puppenspielfest und eine Figurenausstellung in Hölzigs früherer Spielstätte in Bärenfels an die bedeutende Puppenbühne erinnert. 